# تخته‌رنگ آرایشی
تخته‌رنگ‌های آرایشی (انگلیسی: Cosmetic palette)در زمرهٔ لوازم آرایشی مصر بود که برای ساییدن و استفاده از مواد آرایشی، در درجه اول رنگ چشم، استفاده می‌شدند. مصریان باستان از مواد معدنی مانند مرمر سبز و گالن (به رنگ سیاه) برای ساخت این لوازم آرایشی استفاده می‌کردند.

## کاربردها
- ساییدن: سطح صاف تخته‌رنگ فضای ایده‌آلی را برای ساییدن مواد معدنی به پودر نرم با استفاده از یک دسته کوچک فراهم می‌کرد.
- مخلوط کردن: تخته‌رنگ‌ها اغلب دارای فرورفتگی‌ها یا چاه‌هایی برای نگهداری مواد معدنی آسیاب شده و مخلوط کردن آنها با سایر مواد مانند چربی حیوانی یا روغن برای ایجاد یک قوام خمیری بودند.

سپس این خمیر با استفاده از اپلیکاتورهای کوچک ساخته شده از چوب، استخوان یا عاج به چشم‌ها و گاهی اوقات صورت مالیده می‌شد.
در حالی که اولین تخته‌رنگ‌ها صرفاً کاربردی بودند، با گذشت زمان آنها مفصل‌تر و تزئینی‌تر شدند و منعکس کننده مهارت‌ها و اعتقادات هنری مصریان بودند. این تخته‌رنگ‌های بعدی اغلب دارای حکاکی‌های پیچیده‌ای از حیوانات، انسان‌ها و خدایان بودند و ممکن است علاوه بر عملکرد عملی آنها برای اهداف تشریفاتی یا نمادین نیز استفاده شده باشند.
از همه تخته‌رنگ‌ها برای آرایش استفاده نمی‌شد. برخی، به ویژه آنهایی که در گورها یافت می‌شوند، اشیاء کاملاً تشریفاتی بودند که برای همراهی متوفی در زندگی پس از مرگ در نظر گرفته شده بودند. این تخته‌رنگ‌ها اغلب به شکل حیواناتی مانند ماهی بودند که نماد تولد دوباره و باروری بودند.